# Stactolaema
Stactolaema ist eine Gattung innerhalb der Familie der Afrikanischen Bartvögel. Alle vier Arten der Gattung kommen in Afrika südlich des Äquators vor. Die IUCN stuft die Stactolaema-Arten ausnahmslos als nicht gefährdet (least concern) ein.
Die Gattung wurde früher zur Familie der Bartvögel gezählt. Die Bartvögel gelten heute allerdings als paraphyletisches Taxon, da sie nur unter Einschluss der Tukane (Ramphastidae) ein Monophylum bilden würden. Sie wurden deshalb in vier Familien geteilt, zu denen neben den Afrikanischen Bartvögeln die Amerikanischen (Capitonidae), die Asiatischen (Megalaimidae) und die Tukan-Bartvögel (Semnornithidae) zählen.

## Erscheinungsbild
Bei allen vier Arten handelt es sich um kräftig gebaute Bartvögel. Ähnlich wie bei den Borstenbärtlingen weisen drei der Arten ein überwiegend bräunliches Gefieder auf. Die Ausnahme davon stellt der Olivbartvogel dar, der ein überwiegend grünliches Gefieder hat. Bei allen vier Arten haben Männchen und Weibchen ähnliche Körpermaße. Es existiert kein auffallender Sexualdimorphismus.
Es handelt sich um verhältnismäßig kleine und kompakt gebaute Arten. Die Flügellängen der einzelnen Arten liegen bei 8 bis 9 Zentimetern. Der Schnabel ist rund 5 Zentimeter lang. Die Schnabellänge variiert zwischen 1,5 und 2,2 Zentimetern.
Ein ähnliches Gefieder weisen nur Strohkopf-Bartvogel und Spiegel-Bartvogel auf, die beide partiell gelb gefiederte Gesichter haben. Beim Strohkopf-Bartvogel ist die Stirn bis zur Mitte des Oberscheitels blassgelb, der Rest des Oberkopfes ist schwarzbraun, die Nackenseiten sind braun und weisen feine weiße Flecken auf. Die Gesichtsseiten sind bis einschließlich der oberen Ohrdecken weiß, das Kinn ist blassgelb bis weißlich-gelb. Beim Spiegel-Bartvogel ist der Scheitel dunkelbraun, ein dünner blassgelber Strich trennt die Schnabelbasis vom Scheitel und setzt sich als Augenüberstreif fort. Unterhalb der Augenregion verläuft ein gelblich-weißer Strich. Ansonsten ist das Gesicht grauschwarz. Das übrige Gefieder beider Arten ist bräunlich.
Der Weißohr-Bartvogel ist von der Stirn bis zum Nacken schwarzbraun, die Federn der Stirn bis zum mittleren Scheitel haben glänzend schwarze, lanzettförmige Spitzen. Ein weißer Streif verläuft über dem Auge, der am Ende etwas breiter wird und oberhalb der Ohrdecken und entlang den vorderen Nackenseiten verläuft. Die Kopfseiten, die Kehle und das Kinn sind schwarz, die Federn haben jeweils haarähnliche Spitzen. Die Körperoberseite ist schwarz und von der Mitte des Rückens bis zu den Oberschwanzdecken bräunlich überwaschen. Der Weißohr-Bartvogel ist damit auf der Körperoberseite die am dunkelsten befiederte Stactolaema-Art. Allerdings ist die Körperunterseite von der Brust bis zu den Unterschwanzdecken weiß. Auch die hinteren Flanken sind weiß.
Der Olivbartvogel ist die einzige Art unter den Stactolaema, die keine auffälligen Zeichnungen aufweist: Beide Geschlechter haben eine schwarzbraune Stirn, die Federn der Kopfseiten sind grauschwarz mit grünen Spitzen, die Nacken- und Kehlseiten sind olivfarben. Die Körperoberseite ist gelblich-grün. Die Steuerfedern sind auf der Oberseite gelbgrün, die Federspitzen und Federsäume sind schwarzbraun, die Federbasis ist grundsätzlich etwas heller und die Federschäfte matt schwarz. Auf der Unterseite sind die Steuerfedern matt gelblich-grün, die Federschäfte blass gelblich.

## Verbreitungsgebiet

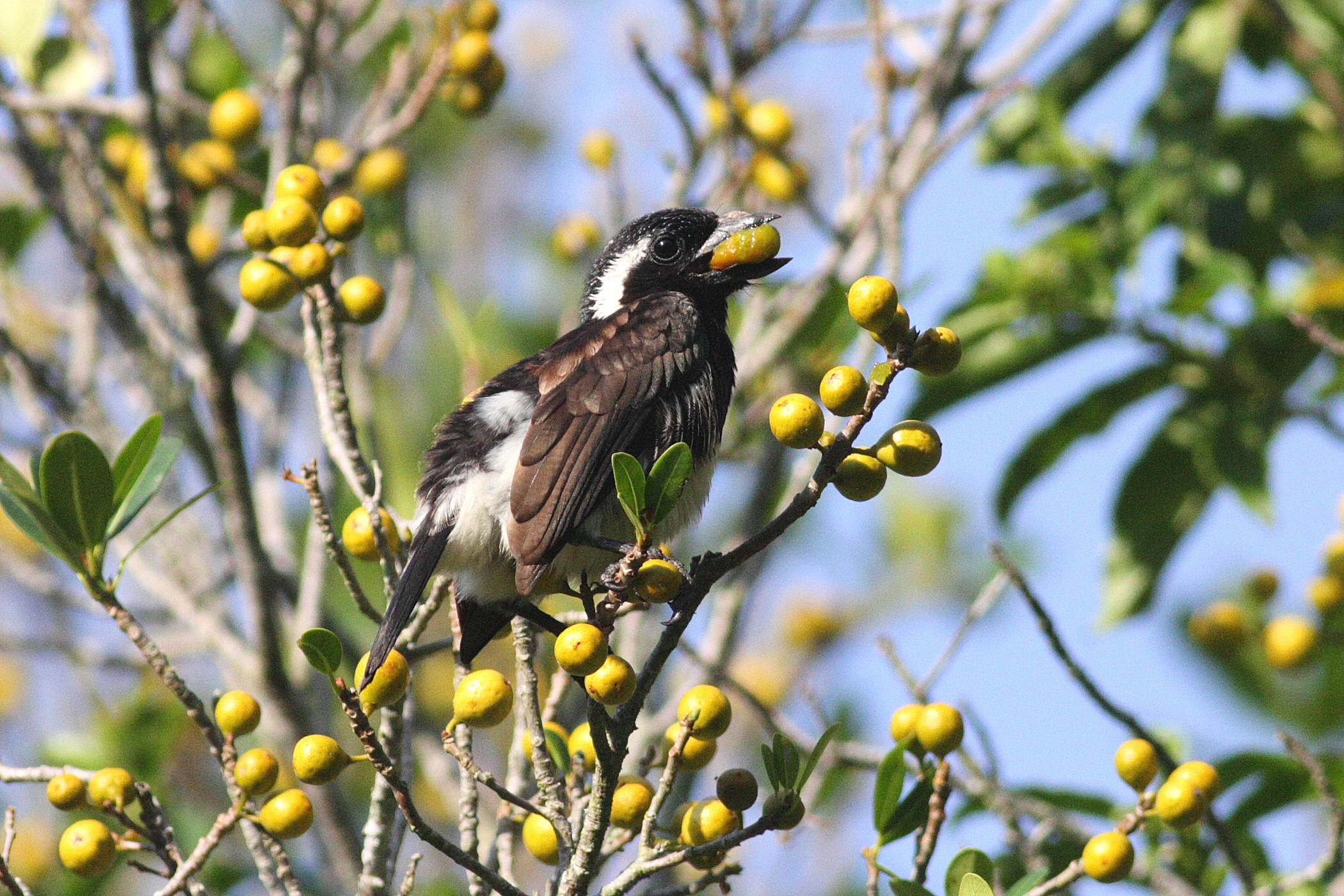
Weißohr-Bartvogel bei der Nahrungsaufnahme

Alle vier Arten kommen in Afrika südlich des Äquators vor. Die am weitesten westlich vorkommende Art ist der Strohkopf-Bartvogel, dessen Verbreitungsgebiet sich von der DR Kongo bis nach Angola und Sambia erstreckt.
Die übrigen drei Arten sind in Ostafrika beheimatet. Ein auffällig disjunktes Verbreitungsgebiet hat der Olivbartvogel, der in Kenia, Tansania, Malawi, im Westen Mosambiks und in der südafrikanischen Provinz Natal vorkommt. In Kenia und Natal kommt er auf Meeresniveau vor, in anderen Regionen seines Verbreitungsgebietes lebt er auf Hochplateaus bis zu einer Höhe von 2000 Metern. In den Bergwäldern des Udzungwa-Mountains-Nationalparks, die sich bis auf 2400 Höhenmeter erstrecken, wurde der Olivbartvogel aber bisher nicht oberhalb von 1870 Metern beobachtet. Das Verbreitungsgebiet der drei ostafrikanischen Arten überlappt sich teilweise. Die Arten sind allerdings tendenziell parapatrisch, d. h., sie konkurrieren entweder um Nahrung und/oder um Nisthöhlen und besiedeln nicht gleichzeitig dieselben Gebiete. Dort, wo der Weißohr-Bartvogel vorkommt, fehlt in der Regel der Olivbartvogel und beide Arten beeinflussen das Vorkommen des Spiegel-Bartvogels.
Alle vier Arten besiedeln Wälder oder locker baumbestandene Regionen.

## Lebensweise
Stactolaema-Arten sind grundsätzlich sozial lebende, territoriale Vögel, die in selbst gezimmerten Baumhöhlen brüten. Sie sind typischerweise in kleinen Trupps zu beobachten, die bis zu acht Individuen umfassen können. Bei den Individuen dieser Gruppen handelt es sich mit großer Sicherheit um Elternvögel mit ihrem ausgewachsenen vorjährigen Nachwuchs. Es brüten grundsätzlich nur die Elternvögel, die anderen Vögel helfen nach jetzigem Erkenntnisstand beim Hacken der Baumhöhle, bei einigen Arten wie beispielsweise dem Weißohr-Bartvogel nachgewiesenermaßen auch bei der Brut sowie bei der Aufzucht der Nestlinge. Beim Weißohr-Bartvogel führt die Beteiligung der Helfervögel an der Brut dazu, dass der Wechsel zwischen brütenden Vögeln in Intervallen von zehn bis zwanzig Minuten erfolgt. Beim Olivbartvogel ist die Beteiligung der Helfer noch nicht nachgewiesen, hier betragen die Brutintervalle etwa 30 Minuten.
Während die anderen Vögel eines Trupps auf Nahrungssuche sind, verbleibt bei allen Arten ein Vogel entweder in der Nisthöhle oder in unmittelbarer Nähe zum Eingang der Nisthöhle. Sie verteidigen die Höhle unter anderem gegenüber Brutparasiten wie dem Kleinen Honiganzeiger und/oder dem Schwarzkehl-Honiganzeiger. Die unmittelbare Umgebung rund um die Nisthöhle wird vom Strohkopf-Bartvogel auch gegenüber anderen Vogelarten aggressiv verteidigt. Zu den Vögeln, die er regelmäßig vertreibt gehört unter anderem der Spiegel-Bartvogel. Kleinere Bartvögel wie etwa der Miombo-Bartvogel und der Gelbstirn-Bartvogel werden von den Elternvögeln und von einem bis vier Helfern aus einem Umkreis von vierzig Metern rund um die Nisthöhle verjagt. Auch der deutlich größere Maskenpirol, Würgerarten und Rauchschwalben werden von Strohkopf-Bartvögeln angegriffen, wenn sie in der Nähe der Nisthöhle vorbeifliegen oder sich in der Nähe niederlassen.
Die Nahrung der Stactolaema-Arten besteht aus Früchten und Insekten. Frisch geschlüpfte Nestlinge erhalten zunächst Insekten, wobei die Fütterungsintervalle auf Grund der beteiligten Helfer sehr kurz sind. Beim Strohkopf-Bartvogel werden die Nestlinge beispielsweise bis zu 17 Mal in der Stunde gefüttert.

## Arten
Die folgenden vier Arten werden zur Gattung der Stactolaema gezählt:
- Strohkopf-Bartvogel (Stactolaema anchietae)
- Weißohr-Bartvogel (Stactolaema leucotis)
- Olivbartvogel (Stactolaema olivacea)
- Spiegel-Bartvogel (Stactolaema whytii)

## Belege